# Backlash (2003)
 (août 2016).
Pour les articles homonymes, voir Backlash.
Backlash 2003 est un événement de catch qui s'est déroulé le 27 avril 2003 au Worcester Centrum de Worcester dans le Massachusetts.

## Déroulement
- Sunday Night Heat match: Scott Steiner bat Rico (2:27)
  - Steiner effectue le tombé sur Rico après un Reverse DDT.
- The World's Greatest Tag Team (Shelton Benjamin et Charlie Haas) bat Los Guerreros (Eddie et Chavo Guerrero) pour conserver le WWE Tag Team Championship (15:03)
  - Haas effectue le tombé sur Chavo. Après le match Los Guerreros volent les ceintures.
- Sean O'Haire (avec Roddy Piper) bat Rikishi (4:52)
  - O'Haire effectue le tombé sur Rikishi après le Prophecy
- Rob Van Dam et Kane battent The Dudley Boyz (Bubba Ray et D-Von) (avec Chief Morley en tant qu'arbitre spécial) pour conserver le World Tag Team Championship (13:01)
  - RVD effectue le tombé sur Bubba Ray après un Five-Star Frog Splash.
- Jazz (avec Theodore Long) bat Trish Stratus pour remporter le WWE Women's Championship (5:50)
  - Jazz effectue le tombé sur Stratus en contrant une tentative de springboard sunset flip et en s'aidant des cordes pour le compte de trois.
- The Big Show bat Rey Mysterio (3:47)
  - Big Show effectue le tombé sur Mysterio après un Chokeslam.
- Brock Lesnar bat John Cena pour conserver le WWE Championship (15:14)
  - Lesnar effectue le tombé sur Cena après un F-5.
- Triple H, Ric Flair et Chris Jericho battent Shawn Michaels, Kevin Nash et Booker T dans un 6-Man Tag Team Match (17:51)
  - Triple H effectue le tombé sur Nash après un coup de sledgehammer en pleine tête.
- Goldberg bat The Rock (13:03)
  - Goldberg effectue le tombé sur The Rock après deux Spears et un Jackhammer.